# Joel Ward (football)
Pour les articles homonymes, voir Joel Ward et Ward.
Joel Edward Philip Ward (né le 29 octobre 1989 à Emsworth) est un footballeur anglais. Il joue depuis 2012 au poste de défenseur pour le club de Crystal Palace.

## Carrière
Il est recruté par Crystal Palace le 28 mai 2012.

## Palmarès

### En club
- Crystal Palace
  - Vainqueur de la Coupe d'Angleterre en 2025.
  - Finaliste de la Coupe d'Angleterre en 2016 [1].